# Château de Beusdael
 (janvier 2021).
Le château de Beusdael est un château situé à Sippenaeken, entité de la commune belge de Plombières (Région wallonne).

## Histoire
Cité dès le XIIIe siècle, le château de Beusdael était le siège d'une seigneurie relevant du ban de Montzen, dans le duché de Limbourg. À la fin du XIVe siècle, Elisabeth de Beusdael, dernière des seigneurs de ce nom, apporta le château par mariage à Jean van Eys. La famille van Eys a conservé le château jusqu'à la fin du XVIe siècle, puis il passa dans la famille Colyn avec le mariage d'Eva van Eys de Beusdael avec Jean Colyn. Il est resté  dans la famille Colyn jusqu'en 1757, puis il a été successivement la propriété des familles de Méan de Beaurieux, d'Oultremont, Huyser, Voos et Vanderheyden-Vaesen.
Le château fut acquis en 1951 par l'ASBL « Colonies scolaires catholiques liégeoises ».

## Le château
Le château de Beusdael, disposé selon un plan en L et entouré de douves, se caractérise par un imposant donjon monumental du XIIIe siècle, large de 12 mètres et haut de 28 mètres sous la corniche, avec des murs épais de 1,5 à 2,5 mètres. Le corps de logis date des XVIe et XVIIe siècles, tandis que la chapelle remonte au XIXe siècle. Le château a connu d'importantes transformations en 1882.